# Chanthaburi (província)
Chanthaburi é uma província da Tailândia. Sua capital é a cidade de Chanthaburi.

## Distritos
A província está subdividida em 9 distritos (amphoes) e 1 subdistrito (king amphoe ). Os distritos e o subdistrito estão por sua vez divididos em 76 comunas (tambons) e estas em 690 povoados (moobans).

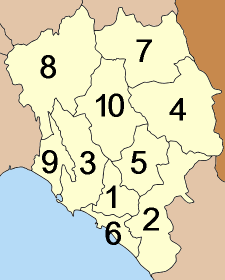
Distritos da província.

(muban).
| Amphoe                                                        |                                                         | King Amphoe        |
| ------------------------------------------------------------- | ------------------------------------------------------- | ------------------ |
| 1. Chanthaburi 2. Khlung 3. Tha Mai 4. Pong Nam Ron 5. Makham | 1. Laem Sing 2. Soi Dao 3. Kaeng Hang Maeo 4. Na Yai Am | 1. Khao Khitchakut |